# Leptothorax fultonii
Leptothorax fultonii är en myrart som beskrevs av Auguste-Henri Forel 1902. Leptothorax fultonii ingår i släktet smalmyror, och familjen myror. Inga underarter finns listade i Catalogue of Life.